# 細川頼春
細川 頼春（ほそかわ よりはる）は、鎌倉時代後期から南北朝時代にかけての武将、守護大名。室町幕府侍所頭人。阿波国・伊予国・備後国・日向国・越前国守護。通称は蔵人。官位は従四位下・讃岐守、刑部大輔。名門細川氏の一門で、のちに代々室町幕府管領職を世襲する嫡流細川京兆家の祖。

## 生涯
細川公頼の子として誕生。幼名は源九郎。三河国細川郷（現在の愛知県岡崎市細川町）出身。
元弘元年（1331年）に後醍醐天皇の討幕運動（元弘の変）が起こり、元弘3年（1333年）の足利尊氏の挙兵には兄・和氏と共に参加した。尊氏の嫡男であった千寿王（後の2代将軍・足利義詮）は、尊氏が鎌倉幕府方の将として西上する際にいわば人質の形で鎌倉に留め置かれたが、新田義貞の鎌倉攻めの際には紀五左衛門という人物に擁されて、武蔵国内で義貞と合流した。鎌倉陥落後、尊氏は和氏・頼春・師氏の兄弟を派遣し、まだ4歳の童子であった千寿王を補佐させた。しかし、細川3兄弟と義貞との間に対立が生じ、義貞はやむなく上京している。
頼春は、以上のような功績によって建武の新政後は建武政権によって蔵人に任じられた。この時、頼春は後醍醐天皇より弓術の腕前を賞されている（後述）。建武2年（1335年）に起こった中先代の乱を契機に尊氏が建武政権から離反すると細川氏も従い、京都奪回に失敗した尊氏が九州へ落ちる際には兄や従兄弟の細川顕氏らと共に四国地方へ分遣された。細川一族は四国を平定し、建武3年（1336年）の湊川の戦いでは東上する尊氏軍と合流して新田義貞・楠木正成と戦い、足利政権樹立に貢献した。頼春は京都内野での戦いや、南北朝時代成立後には斯波高経に従って北陸落ちした南朝の新田義貞を攻め、延元3年/暦応元年（1338年）には越前金ヶ崎城で尊良親王らを討った（金ヶ崎の戦い）。
室町幕府開創期においては同年に阿波・備後の守護となり、鎌倉時代には守護であった小笠原氏を傘下に治めて中国・四国方面の南朝軍の攻撃に活躍した。讃岐国のほか関東にも転戦した。興国2年/暦応4年（1341年）には阿波・備後の守護にも任じられた。翌興国3年/康永元年（1342年）には南朝方の脇屋義助（新田義貞の弟）の死に乗じて伊予へ進攻し、伊予守護に任じられ、大館氏ら伊予の南朝軍を駆逐し、同国の鎌倉以来の豪族であった河野氏と対立した。同年に兄が没したため、甥の細川清氏の後見役も務めた。正平3年/貞和4年（1348年）の四條畷の戦いでも楠木正行を討って戦功をあげた。
観応年間に入り、将軍足利尊氏と尊氏の弟直義が不和になった、観応の擾乱とよばれる足利政権内部での紛争では当初直義に属したが、後に尊氏に帰順した。日向守護も併せて4か国守護となった頼春は尊氏・高師直派として京都周辺で直義軍と戦い、直義派であった斯波高経は越前守護職を解任された。このことが遠因となり、細川氏は三管領家の1つ斯波氏との対立を生んだという。また、足利義詮を補佐して尊氏が鎌倉に下向している間は京都を押さえた。
以後、九州地方で蜂起した直義派の足利直冬（尊氏の庶子で直義の養子）の討伐に従軍し、高師直が直義を失脚させると従兄弟の顕氏が出奔したため、その追討に向かった。直義が南朝に属して軍事的優位に立つと、頼春は対抗のために分国の阿波へ下り、紀伊水軍の安宅氏を地頭職に任じるなど国人の被官化を行うが、一宮氏など小笠原氏一族の反抗にあった。南朝方に与した小笠原氏との対立は長男頼之の代まで続いた。
正平7年/文和元年（1352年）の八幡の戦いで南朝の楠木正儀、北畠顕能、千種顕経らが京都へ攻勢をかけると、頼春は義詮を守り七条大宮付近で戦死した。享年49、もしくは54。頼之が後を継いだ。

## 人物
後醍醐天皇の新政の始まりを祝う建武元年の射礼の儀式で射手の1人に指名され、全ての矢を命中させた。頼春は昇殿を許され、天皇から賞賛の言葉と御衣とを拝領した。この時、頼春は次の和歌を詠んだといわれる。
この歌は、『風雅和歌集』などの勅撰和歌集にも選ばれている。
京都府長岡京市の勝竜寺城を築城したといわれる。肖像画は永青文庫に所蔵されている。